# Baldassare Croce

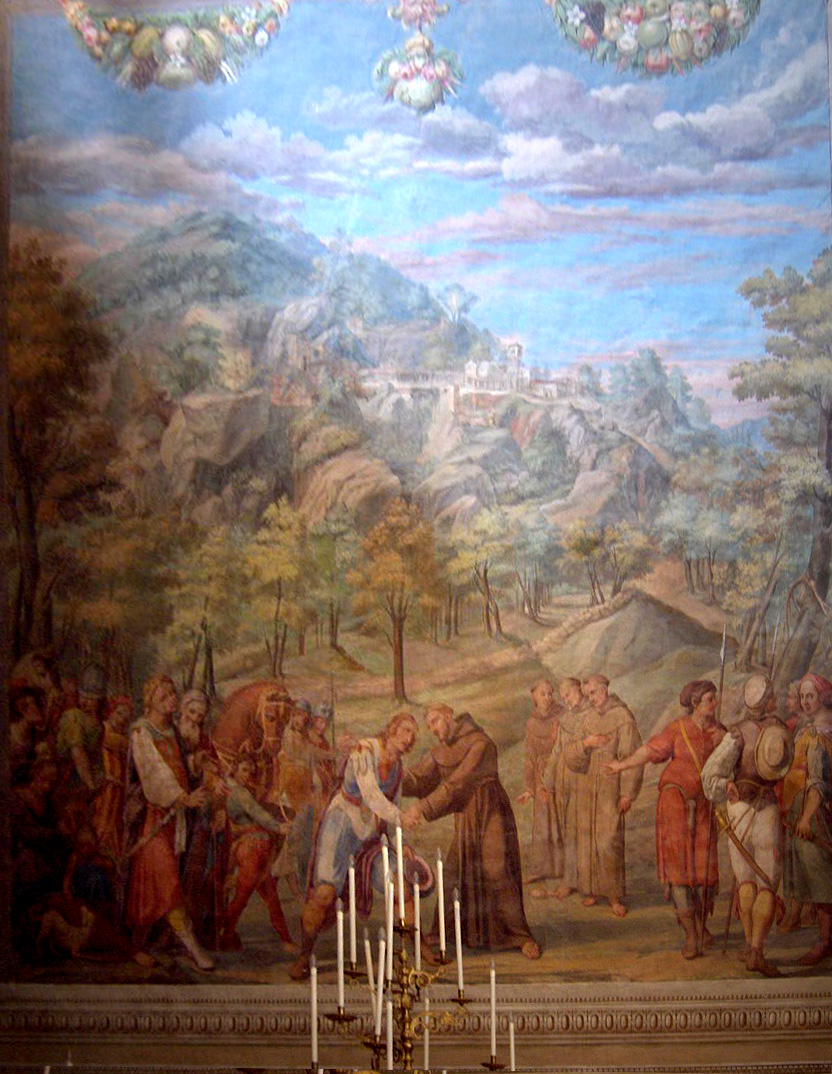
Storie della vita di San Francesco (1602-1603), basilica di Santa Maria degli Angeli, Assisi.

Baldassare Croce (Bologna, 1558 – Roma, 8 novembre 1628) è stato un pittore italiano.

## Biografia
Dopo una prima formazione a Bologna si trasferì a Roma in età giovanile. Qui lavorò già nel 1576-1577 alla decorazione dell'ala nord del Cortile di San Damaso in Vaticano, affidata da papa Gregorio XIII a Lorenzo Sabbatini. 
Fu un pittore molto attivo a Roma, dove fu membro dell'Accademia nazionale di San Luca dal 1581, di cui fu eletto "principe" nel gennaio del 1628, incarico che non riuscì a concludere lasciandolo nell'agosto dello stesso anno, pochi mesi prima della morte. Fu membro anche della Congregazione dei virtuosi al Pantheon, dal 1584.
A Roma, dipinse la Sala Clementina del Palazzo Apostolico in Vaticano, la Cappella di San Francesco della chiesa del Gesù, lavorò a San Giovanni in Laterano (sotto Cesare Nebbia e Giovanni Guerra nella decorazione della Scala Santa) e a San Giacomo degli Spagnoli, mentre nella navata della chiesa di Santa Susanna sei suoi grandi affreschi rappresentano la vita di santa Susanna dal vecchio testamento.
Fu attivo anche in Umbria agli inizi del 1600: affreschi della basilica di Santa Maria degli Angeli ad Assisi, dipinto con Il miracolo di san Martino nel duomo di Foligno.
Torna a Roma nel 1608. Negli anni successivi lavora a Santa Maria Maggiore nella sacrestia nuova e nella cappella Paolina. A questi anni risalgono anche gli affreschi nella cappella di San Nicola di San Luigi dei Francesi, . 
Dopo la morte fu sepolto al convento di Santa Maria in Via.